# Station Doornik

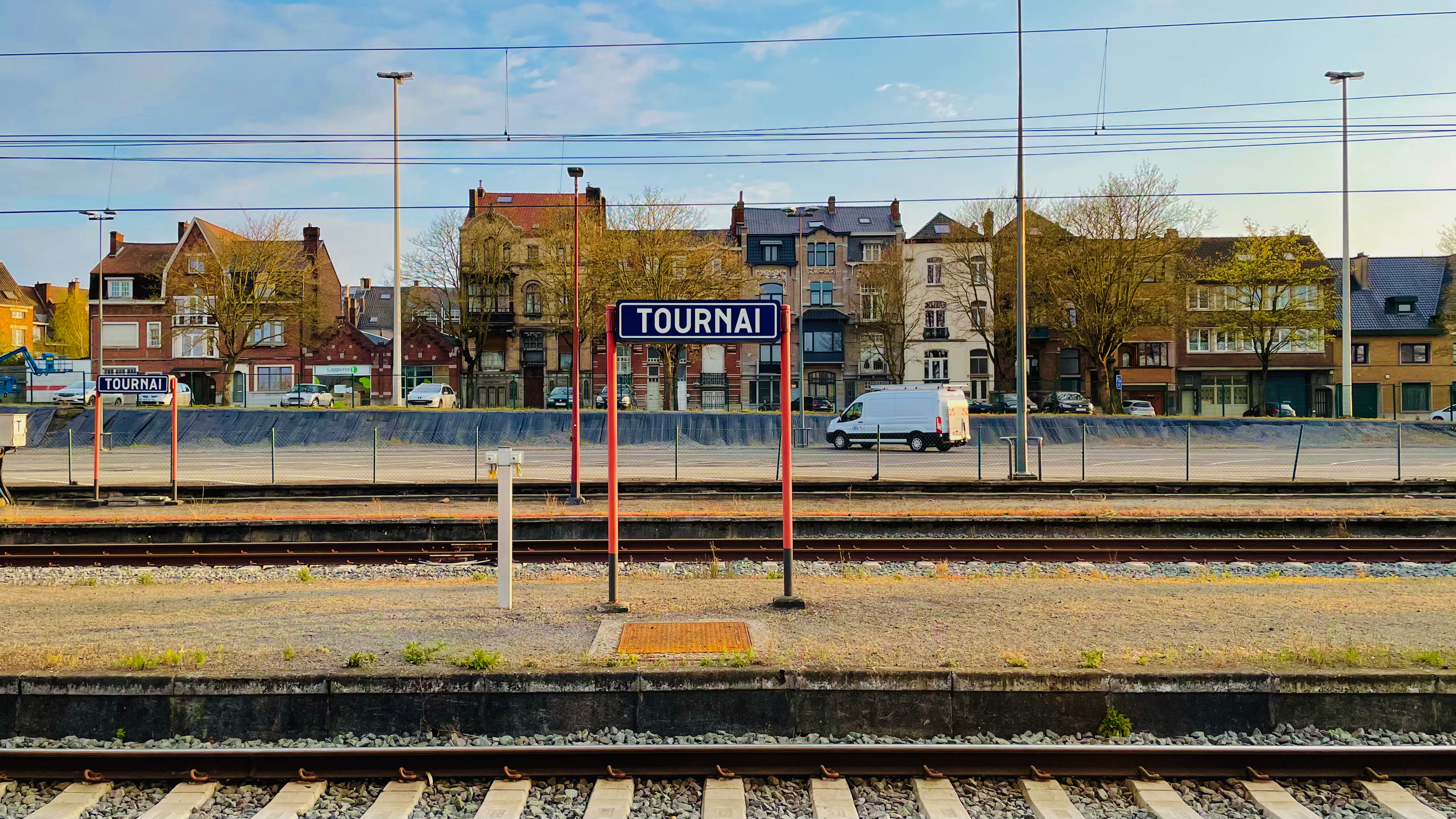
Naambord op een perron

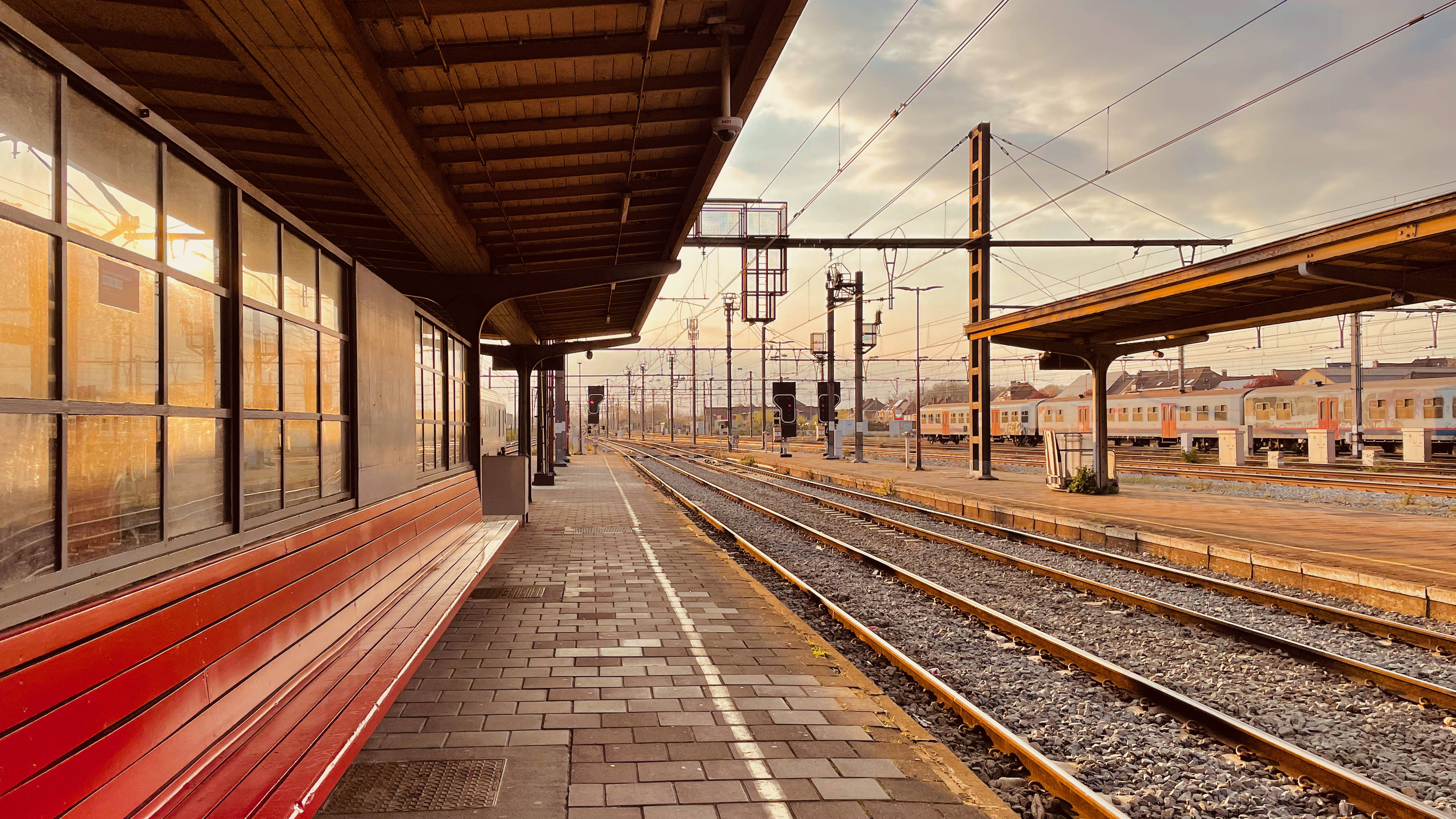
Zicht op de perrons

Station Doornik is een spoorwegstation langs spoorlijn 94 (Halle - Doornik - Franse grens) in de stad Doornik (Frans: Tournai).
In dit station vertrekt nog spoorlijn 78 (Doornik - Saint-Ghislain). Vroeger vertrokken de spoorlijn 87 (Doornik - Ronse) en spoorlijn 88A (Doornik - Franse grens) vanaf hier. Bij de stelplaats van Doornik waren de laatste buiten dienst gestelde stoomlocomotieven opgesteld tot ongeveer 1980. Als grensstation waren er uitgebreide douane- en politiekantoren voor de grensformaliteiten.

## Stationsgebouw
Het eerste stationsgebouw van Doornik werd geopend in 1842. Maar dit station bleek al snel te klein. In 1874 werd begonnen met de bouw van een derde station op een nieuw locatie. Het gebouw in Vlaamse renaissancestijl werd ontworpen door Hendrik Beyaert. Het werd op 24 augustus 1879 plechtig geopend door koning Leopold II.

## Treindienst

### Internationaal
| Serie         | Treinsoort      | Route                    | Bijzonderheden |
| ------------- | --------------- | ------------------------ | -------------- |
| P 81 IC 19900 | TER (SNCF/NMBS) | Lille-Flandres – Doornik |                |

### Nationaal
| Serie       | Treinsoort            | Route                                                                                         | Bijzonderheden                                                                                     |
| ----------- | --------------------- | --------------------------------------------------------------------------------------------- | -------------------------------------------------------------------------------------------------- |
| IC 06       | Intercity (NMBS)      | Brussels Airport-Zaventem – Brussel-Zuid – Doornik                                            | |
| IC 18       | Intercity (NMBS)      | [ Doornik – Aat – ] Brussel-Zuid – Namen – Luik-Guillemins – Luik-Sint-Lambertus              | Rijdt alleen op werkdagen. Rijdt in de spits verder naar Doornik.                                  |
| IC 19       | Intercity (NMBS)      | Kortrijk – Moeskroen – Herzeeuw – Froyennes – /Doornik – Bergen – Charleroi-Centraal – Namen  | Eerst en laatste ritten van/naar Kortrijk.                                                         |
| IC 25       | Intercity (NMBS)      | Moeskroen – Doornik – Bergen – Charleroi-Centraal – Namen – Luik-Guillemins – Herstal – Liers | Rijdt in het weekend tussen Moeskroen en Liers.                                                    |
| IC 26       | Intercity (NMBS)      | Kortrijk – Doornik – Brussel-Zuid – Sint-Niklaas                                              | Rijdt alleen op werkdagen, laatste rit stopt bijkomend in elk station tussen Jette en Dendermonde. |
| L 4650      | L-trein (NMBS)        | Quévy – Bergen – [ Doornik – Moeskroen ] / [ Quiévrain ]                                      | Rijdt in het weekend tussen Bergen en Quiévrain.                                                   |
| P 7510/8510 | Piekuurtrein (NMBS)   | Moeskroen – Doornik – Brussel-Zuid – Schaarbeek                                               | Rijdt alleen op werkdagen. Twee treinen verder als IC-18 naar Luik-Paleis.                         |
| P 7560/8560 | Piekuurtrein (NMBS)   | Bergen – [ Quiévrain ] / [ Doornik ]                                                          | Rijdt alleen op werkdagen.                                                                         |
| P 7580/8580 | Piekuurtrein (NMBS)   | Aat – Bergen – Doornik                                                                        | Rijdt alleen op werkdagen. Een trein verder naar Doornik.                                          |
| P 7860/8860 | Piekuurtrein (NMBS)   | Bergen – [ Quiévrain ] / [ Doornik ]                                                          | Rijdt alleen op werkdagen.                                                                         |
| ICT 6700    | Toeristentrein (NMBS) | Charleroi-Centraal – Bergen – Doornik – Moeskroen – Brugge – Blankenberge                     | Rijdt in juli en augustus.                                                                         |

## Reizigerstellingen
De grafiek en tabel geven het gemiddeld aantal instappende reizigers weer op een week-, zater- en zondag.
| Tabel: aantal instappende reizigers station Doornik | Tabel: aantal instappende reizigers station Doornik | Tabel: aantal instappende reizigers station Doornik | Tabel: aantal instappende reizigers station Doornik |
|                                                     | Weekdag                                             | Zaterdag                                            | Zondag                                              |
| --------------------------------------------------- | --------------------------------------------------- | --------------------------------------------------- | --------------------------------------------------- |
| 1977                                                | 5 175                                               | 1 544                                               | 1 758                                               |
| 1978                                                | 5 443                                               | 1 493                                               | 1 812                                               |
| 1979                                                | 5 642                                               | 1 570                                               | 1 920                                               |
| 1980                                                | 5 000                                               | 1 344                                               | 1 336                                               |
| 1981                                                | 4 692                                               | 1 358                                               | 2 067                                               |
| 1982                                                | 4 558                                               | 1 319                                               | 1 612                                               |
| 1983                                                | 4 731                                               | 1 381                                               | 1 698                                               |
| 1984                                                | 5 216                                               | 1 442                                               | 1 814                                               |
| 1985                                                | 4 999                                               | 1 357                                               | 1 546                                               |
| 1986                                                | 5 494                                               | 1 408                                               | 1 682                                               |
| 1987                                                | 6 804                                               | 1 875                                               | 1 970                                               |
| 1988                                                | 6 637                                               | 1 709                                               | 2 111                                               |
| 1989                                                | 5 782                                               | 1 496                                               | 2 021                                               |
| 1990                                                | 5 577                                               | 1 753                                               | 2 677                                               |
| 1991                                                | 6 165                                               | 2 100                                               | 2 885                                               |
| 1992                                                | 5 642                                               | 1 772                                               | 2 699                                               |
| 1993                                                | 7 630                                               | 1 352                                               | 2 217                                               |
| 1994                                                | 5 231                                               | 1 867                                               | 2 018                                               |
| 1995                                                | 5 314                                               | 1 860                                               | 2 457                                               |
| 1996                                                | 5 971                                               | 1 343                                               | -                                                   |
| 1997                                                | 5 822                                               | 1 953                                               | -                                                   |
| 1998                                                | 6 277                                               | 1 476                                               | 2 142                                               |
| 1999                                                | 5 226                                               | 1 426                                               | 1 920                                               |
| 2000                                                | 6 184                                               | 1 608                                               | 2 384                                               |
| 2001                                                | 5 987                                               | 1 754                                               | 2 308                                               |
| 2002                                                | 5 938                                               | 1 686                                               | 2 460                                               |
| 2003                                                | 6 056                                               | 1 467                                               | 2 180                                               |
| 2004                                                | 6 109                                               | 1 792                                               | 2 610                                               |
| 2005                                                | 5 957                                               | 1 778                                               | 2 379                                               |
| 2006                                                | 6 802                                               | 1 956                                               | 2 562                                               |
| 2007                                                | 7 076                                               | 2 258                                               | 2 442                                               |
| 2008                                                | -                                                   | -                                                   | -                                                   |
| 2009                                                | 6 884                                               | 1 617                                               | 1 909                                               |
| 2010                                                | -                                                   | -                                                   | -                                                   |
| 2011                                                | -                                                   | -                                                   | -                                                   |
| 2012                                                | 7 081                                               | 1 948                                               | 3 008                                               |
| 2013                                                | 4 785                                               | 1 427                                               | 1 932                                               |
| 2014                                                | 7 001                                               | 2 356                                               | 2 810                                               |
| 2015                                                | 6 395                                               | 1 801                                               | 1 944                                               |
| 2016                                                | 5 912                                               | 1 554                                               | 2 028                                               |
| 2017                                                | 7 017                                               | 2 019                                               | 2 195                                               |
| 2018                                                | 6 455                                               | 1 535                                               | 1 728                                               |
| 2019                                                | 6 316                                               | 2 478                                               | 2 089                                               |
| 2020                                                | 4 243                                               | 1 365                                               | 1 254                                               |
| 2021                                                | -                                                   | -                                                   | -                                                   |
| 2022                                                | 6 114                                               | 2 706                                               | 2 725                                               |
| 2023                                                | 6 428                                               | 2 073                                               | 2 447                                               |
| 2024                                                | 6 887                                               | 2 507                                               | 2 893                                               |

Barry-Maulde · 
Blandain · 
Chercq · 
Doornik · 
Ere · 
Froyennes · 
Havinnes · 
Havinnes-Village · 
Kain · 
Templeuve · 
Vaulx · 
Willemeau-Froidmont
0,0: Saint-Ghislain ·
2,6: Boussu-Haine ·
4,6: Hautrage ·
8,4: Ville-Pommerœul ·
11,1: Harchies ·
14,6: Blaton ·
16,5: Basècles-Groeven ·
20,3: Péruwelz ·
25,3: Callenelle ·
28,5: Maubray ·
32,5: Antoing ·
35,2: Vaulx ·
39,0: Doornik
0,0: Zullik ·
3,2: Bois de Lessines ·
6,0: Woelingen ·
8,1: Lessen-Carrières ·
9,9: Lessen ·
12,0: Ghoy ·
15,1: Ogy ·
19,1: Flobecq ·
20,9: Flobecq-Planche ·
22,0: Rigoudrie ·
24,1: Elzele ·
29,2: Maryve ·
30,2: Ronse ·
31,2: Leuzensesteenweg ·
33,7: Tribury ·
35,0: Rozenaken ·
37,0: Amougies ·
40,3: Schalafie ·
42,0: Celles-Schalafie ·
45,2: Pottes ·
48,7: Herinnes Warcoing ·
50,9: Pecq ·
53,1: Leancourt ·
54,0: Obigies ·
57,2: Kain ·
60,0: Doornik
0,0: Doornik ·
4,0: Saint-Maur ·
6,1: Ere ·
8,9: Willemeau-Froidmont ·
11,8: Rumes
0,0: Halle ·
5,1: Beert-Bellingen ·
7,2: Sint-Renelde ·
10,0: Bierk ·
15,4: Edingen ·
18,2: Mark ·
24,2: Zullik ·
26,0: Opzullik ·
27,4: Hellebecq ·
30,7: Meslin-l'Evêque ·
32,8: Isières ·
34,4: Lanquesaint ·
38,4: Aat ·
41,7: Villers-Notre-Dame ·
43,7: Ligne ·
47,5: Chapelle-à-Wattines ·
50,4: Leuze ·
53,5: Pipaix ·
56,0: Barry-Maulde ·
61,6: Havinnes ·
63,9: Havinnes-Village ·
68,5: Doornik ·
71,1: Froyennes ·
75,5: Blandain